# Pe lacul auriu
Pe lacul auriu sau Pe heleșteul auriu (1981, On Golden Pond) este un film dramatic romantic american care a fost regizat de Mark Rydell după un scenariu de Ernest Thompson bazat pe piesa sa de teatru omonimă din 1979. A fost produs în Statele Unite ale Americii de studiourile ITC Entertainment[*] și a avut premiera la 15 aprilie 1982, fiind distribuit de Universal Studios. Coloana sonoră este compusă de Dave Grusin[*].
Cheltuielile de producție s-au ridicat la 15 milioane $. Filmul a avut încasări de 119,3 milioane $.  În rolurile principale au interpretat actorii Katharine Hepburn, Henry Fonda și Jane Fonda. Hepburn și Fonda au fost laureați cu premiul Oscar. Filmul i-a adus actriței Katharine Hepburn cel de-al patrulea și ultimul premiu Oscar, pentru rolul său memorabil.

## Prezentare
Norman Thayer și soția sa, Ethel, își petrec vacanța de vară în fiecare an la casa lor de pe Lacul Auriu. De data aceasta fiica lor Chelsea îi vizitează împreună cu prietenul ei Bill Ray și fiul lor de 13 ani, Billy. Chelsea le cere părinților să-l ia pe băiat cu ei o lună în timp ce ea și Bill călătoresc în Europa. Norman (deși oarecum reticent) și Ethel sunt de acord. Relația încordată dintre tată și fiică este salvată până la urmă de prietenia dintre Norman și npotul Billy.

## Distribuție
Rolurile principale au fost interpretate de actorii:

- Katharine Hepburn - Ethel Thayer
- Henry Fonda - Norman Thayer Jr.
- Jane Fonda - Chelsea Thayer Wayne
- Doug McKeon - Billy Ray [10]
- Dabney Coleman - Bill Ray
- William Lanteau - Charlie Martin
- Christopher Rydell (Chris Rydell) - Sumner Todd

## Primire

### Premii
| Premiu                                              | Categorie                                                                       | Nominalizat(ă)                   | Rezultat     |
| --------------------------------------------------- | ------------------------------------------------------------------------------- | -------------------------------- | ------------ |
| A 54-a ediție a Premiilor Oscar                     | cel mai bun film                                                                | Bruce Gilbert                    | Nominalizare |
| A 54-a ediție a Premiilor Oscar                     | cel mai bun regizor                                                             | Mark Rydell                      | Nominalizare |
| A 54-a ediție a Premiilor Oscar                     | cel mai bun actor                                                               | Henry Fonda                      | Câștigat     |
| A 54-a ediție a Premiilor Oscar                     | cea mai bună actriță                                                            | Katharine Hepburn                | Câștigat     |
| A 54-a ediție a Premiilor Oscar                     | cea mai bună actriță în rol secundar                                            | Jane Fonda                       | Nominalizare |
| A 54-a ediție a Premiilor Oscar                     | cel mai bun scenariu adaptat                                                    | Ernest Thompson                  | Câștigat     |
| A 54-a ediție a Premiilor Oscar                     | cea mai bună imagine                                                            | Billy Williams                   | Nominalizare |
| A 54-a ediție a Premiilor Oscar                     | cel mai bun montaj                                                              | Robert L. Wolfe                  | Nominalizare |
| A 54-a ediție a Premiilor Oscar                     | cea mai bună coloană sonoră                                                     | Dave Grusin                      | Nominalizare |
| A 54-a ediție a Premiilor Oscar                     | cel mai bun sunet                                                               | Richard Portman & David M. Ronne | Nominalizare |
| American Cinema Editors Awards                      | Best Edited Feature Film                                                        | Robert L. Wolfe                  | Nominalizare |
| American Movie Awards                               | Best Actor                                                                      | Henry Fonda                      | Câștigat     |
| American Movie Awards                               | Best Actress                                                                    | Katharine Hepburn                | Câștigat     |
| American Movie Awards                               | Best Supporting Actress                                                         | Jane Fonda                       | Câștigat     |
| A 36-a ediție a Premiilor BAFTA                     | cel mai bun film                                                                | Bruce Gilbert                    | Nominalizare |
| A 36-a ediție a Premiilor BAFTA                     | cel mai bun actor                                                               | Mark Rydell                      | Nominalizare |
| A 36-a ediție a Premiilor BAFTA                     | cel mai bun regizor                                                             | Henry Fonda                      | Nominalizare |
| A 36-a ediție a Premiilor BAFTA                     | cea mai bună actriță                                                            | Katharine Hepburn                | Câștigat     |
| A 36-a ediție a Premiilor BAFTA                     | cea mai bună actriță în rol secundar                                            | Jane Fonda                       | Nominalizare |
| A 36-a ediție a Premiilor BAFTA                     | cel mai bun scenariu original                                                   | Ernest Thompson                  | Nominalizare |
| British Society of Cinematographers                 | Best Cinematography                                                             | Billy Williams                   | Nominalizare |
| A 34-a ediție a Directors Guild of America Awards   | Outstanding Directorial Achievement in Motion Pictures                          | Mark Rydell                      | Nominalizare |
| A 39-a ediție a Premiilor Globul de Aur             | cel mai bun film dramatic                                                       | On Golden Pond                   | Câștigat     |
| A 39-a ediție a Premiilor Globul de Aur             | cel mai bun actor (dramă)                                                       | Henry Fonda                      | Câștigat     |
| A 39-a ediție a Premiilor Globul de Aur             | cea mai bună actriță (dramă)                                                    | Katharine Hepburn                | Nominalizare |
| A 39-a ediție a Premiilor Globul de Aur             | cea mai bună actriță în rol secundar                                            | Jane Fonda                       | Nominalizare |
| A 39-a ediție a Premiilor Globul de Aur             | cel mai bun regizor                                                             | Mark Rydell                      | Nominalizare |
| A 39-a ediție a Premiilor Globul de Aur             | cel mai bun scenariu                                                            | Ernest Thompson                  | Câștigat     |
| Grammy Awards                                       | Best Album of Original Score Written for a Motion Picture or Television Special | Dave Grusin                      | Nominalizare |
| Japan Academy Film Prize                            | Outstanding Foreign Language Film                                               | On Golden Pond                   | Nominalizare |
| Festivalul Internațional de Film de la Karlovy Vary | cel mai bun actor                                                               | Henry Fonda                      | Câștigat     |
| Los Angeles Film Critics Association Awards         | Best Actor                                                                      | Henry Fonda                      | Nominalizare |
| National Board of Review Awards                     | Top Ten Films                                                                   | On Golden Pond                   | Câștigat     |
| National Board of Review Awards                     | Best Actor                                                                      | Henry Fonda                      | Câștigat     |
| National Society of Film Critics Awards             | Best Actor                                                                      | Henry Fonda                      | Nominalizare |
| New York Film Critics Circle Awards                 | Best Actor                                                                      | Henry Fonda                      | Nominalizare |
| Writers Guild of America Awards                     | Best Drama Adapted from Another Medium                                          | Ernest Thompson                  | Câștigat     |

### Institutul American de Film
Recunoașteri din partea Institutului American de Film
- 100 de ani...100 de filme (AFI's 100 Years... 100 Movies) – Nominalizare[14]
- AFI's 100 Years... 100 Passions – Nr. 22
- 100 de ani...100 de replici memorabile (AFI's 100 Years... 100 Movie Quotes):
  - "Listen to me, mister. You're my knight in shining armor. Don't you forget it. You're going to get back on that horse, and I'm going to be right behind you, holding on tight, and away we're gonna go, go, go!" – #88

Ascultă-mă, domnule. Ești cavalerul meu în armură strălucitoare. Să nu uiți asta. Te vei urca din nou pe cal și eu voi fi chiar în spatele tău, ținându-te strâns și departe vom pleca.... 
- - "Come here, Norman. Hurry up. The loons! The loons! They're welcoming us back." – Nominalizare[15]

Norman, Vino aici! Norman, Grăbește-te! Cufundarii! Cufundarii! Ne urează bine am revenit!
- AFI's 100 Years of Film Scores – #24
- AFI's 100 Years... 100 Cheers – #45
- AFI's 100 Years... 100 Movies (10th Anniversary Edition) – Nominalizare[16]